# 堀江朋子

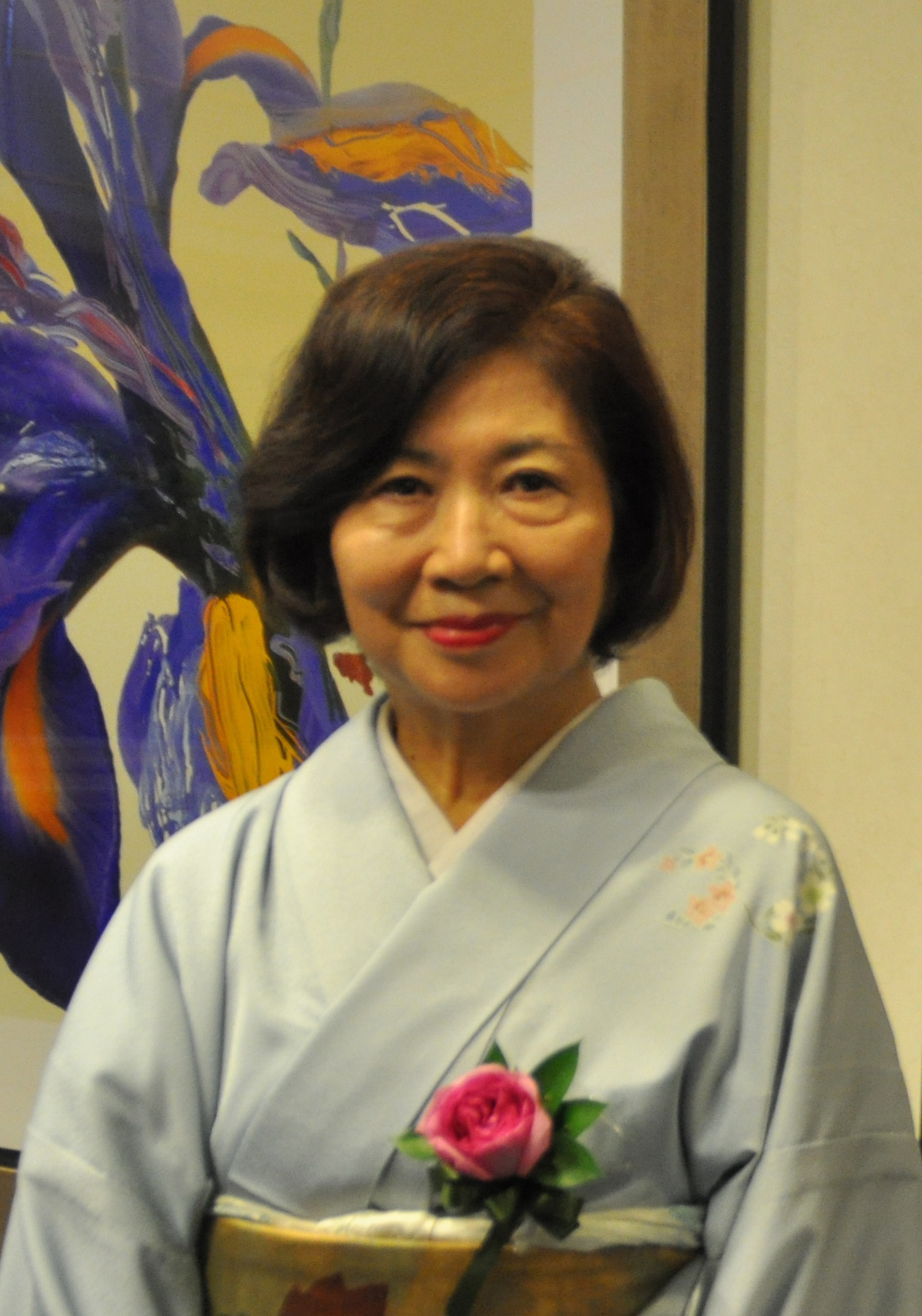
堀江朋子（著書『三井財閥とその時代』の出版記念パーティー、2011年で）

堀江 朋子（ほりえ ともこ、1940年9月8日 - 2021年1月2日）は、日本でおもに司書として働き、また史実を基にした時代小説から歴史小説へと手掛けた作家として活躍した。代表作は『三井財閥とその時代』（2010年、日経賞最終候補）、『新宿センチメンタル・ジャーニー』（2017年）、『西行とその時代』（2020年）などで、司書として長年働いた経験を生かして地道で深く調査した作風が特徴である。

## 生涯
堀江朋子は旧姓上野で、上野壮夫（うえの・そうふ、1905.06.02.ー1979.06.05.）と小坂多喜子（こさか・たきこ、1909.01.27.ー1994.09.12.）の間に、1940年9月8日に東京・淀橋区（現新宿区）で生れた。父は茨城県筑波郡、母は岡山県勝田郡出身、両親共に若い頃は作家（詩人・小説家）で、父は小説『跳弾』、『日華製粉工場』、詩集「黒の時代」、随筆集「老けてゆく革命」などの作品（後に辻井喬など監修『上野壮夫全集』にも収容）を、母は「日華製粉神戸工場」（『プロレタリア文学』、1932年所蔵）などの作品を残している。朋子は、兄・肇（はじめ：後に母の実家の養子小坂肇で、少年航空兵となり、戦後死亡し京都・知恩院に埋葬）と姉・かほる子（後にアマチュア劇団の演劇家の勝谷かほる子）がいる三人兄姉の末っ子で、姉と朋子は父母がプロレタリア作家と住む上落合 (新宿区)の通称「なめくぢ横丁」に生れた。
1943年12月、朋子が3歳のころに父は転向して、花王石鹸の満州国・奉天工場への転勤で、朋子は幼児期を中国東北部で過ごした。そのころの満州国での生活について姉のかほる子は、1944年4月に奉天在満国民学校へ入学し、奉天郊外の高い塀に囲まれた社宅から歩いて20分位で、社宅を出ると満州人の家が点在していて、その間を縫っての通学は人々のするどい視線を身体で感じながらで、辛い日々だったと、回想している。1946年12月に一家は葫芦島から引き揚げて、朋子は奉天でやっと乗った列車は無蓋車で、移動は困難を極めて、振り落とされないように四方に荷物を置いたと述懐している
。日本に着いて、博多港から一旦は父の故郷の茨城県へ向かい、父は花王石鹸宣伝部へ戻って、戦後は広告業界で活躍して東京コピーライターズクラブの初代会長も務め、詩・小説を発表することはなかった。
その後上野一家は東京へ戻って、中野区江古田から杉並区高円寺へ移り、朋子は地元の杉並第三小学校・高円寺中学校へ通い、1959年に東京都立西高等学校（中野・杉並・練馬区の第三学区）を卒業し、1963年には早稲田大学法学部を卒業した。1965年に大学同級生の堀江典男（ほりえ・のりお、1939ー2015年、大阪本社の薬品会社に勤務）と結婚して、1女（文筆家の水白京・みずしろけい）を儲けて、足掛け二年は大阪でも過ごした。また大学卒業後に司書の資格を取り、民族学振興会（保谷市）の図書室で司書として長年働き（東京大学図書館司書は非常勤務）、この振興会は渋沢栄一の孫の渋沢敬三が1945年9月～49年8月に理事長を勤めて、閉鎖後に収集品はその後設立された国立民族学博物館へ寄贈された。
堀江朋子は比較的遅く、50歳代になった1995年ごろから執筆活動を始め、日本文藝家協会会員、同人誌『文芸復興』（文芸復興社発行）の代表も務めた。この同人誌は1941年に全国の数多の同人誌を8つにまとめた時に創刊され、朋子の父も代表を務めたことがあり、2020年11月には第41号（毎号約150ページ）を数えている。
また、2006年12月から岩手県北上市の「北上市しらゆり大使」、北上市口内町の「ふるさと大使」を務め、同市および同町へ提言を行なったり、北上・みちのく芸能まつりへ首都圏から高校同級生グループを引き連れ、東日本大震災の被害地、トヨタ自動車東日本岩手工場（在金ケ崎町、Aqua生産）の最新工程までも案内したりして、同地域へ貢献した。朋子が北上市に興味を示したのには、同市出身で「新宿酒場組合」の友人（黒柳宏子）からの手引があったといっている。
堀江朋子は2021年1月2日、膵臓癌のため東京都千代田区の東京逓信病院の緩和病棟で亡くなり、鎌倉霊園に埋葬された。

## 主な著書
堀江朋子の著書には、司書の経験を生かして、地道に深く調査後の著作に特徴がある、史実を基にしたノンフィクションの時代小説・歴史小説の作家として活躍したといえる。
始め1997年から父と母に関するそれぞれの著作『風の詩人』、『夢前川』、彼らの同人若林つやについての『白き薔薇よ』を出版したのが、原点になっている。転向した父に関して積極的に評価して書くように、母に勧められたことも影響している。次に、代表作の大作『三井財閥とその時代』（2010年、日経賞最終候補）に挑戦して、これについては橘川武郎が「近年の財閥研究は細かい論点に特化する傾向を強めており、財閥の全体像を鳥瞰する作業でまとめている。」、「日本中の三井ゆかりの地をくまなく踏破し、三井財閥が活躍した時代と今日とを重ね合わせながら、それらの土地のたたずまいを紹介している」という二点を、日本経済新聞に寄せて、評価している。
『日高見望景』、『奥州藤原氏、清衡の母』などの著書では、北上市の「しらゆり大使」を務めて、さらに詳しく知るようになった同地域への思いがあふれている。
『新宿センチメンタル・ジャーニー』（2017年）では、序章と終章では著者に身近な話題を書くが、縄文時代から始まって、江戸時代に甲州街道の高井戸が最初の宿で遠いので、浅草の商人たちが幕府に請願して「内藤新宿」が作られた経緯や、その後の江戸後期・明治・大正・昭和・平成各時代の変遷を描き、新宿に対する総合的な書になっている。
また、絶筆となった『西行の時代』（2021年1月）では、西行を奥州藤原氏との関係で描き、無名の登場人物に名前を与えたりして、フィクションの世界へも少し踏み込んでいる。

## 功労賞
2022年1月、北上市は市制施行30周年に伴なう「市政発展功労者」として、堀江朋子他４名を特別表彰するとを発表した。コロナ感染症のため遅れていた「市政発展功労者」の授与は、同年4月24日に北上市市制施行30周年記念式典の中で、市文化交流センターで行われて、朋子の娘・京子に手渡された。

## 著書
- 『風の詩人―父上野壮夫とその時代』（朝日書林、1997年）
- 『白き薔薇よ―若林つやの生涯』（図書新聞、2003年）
- 『夢前川―小坂多喜子現つを生きて』（図書新聞、2007年）
- 『三井財閥とその時代』（図書新聞、2010年。日経賞最終候補）
- 『日高見望景―遥かなるエミシの里の記憶』（図書新聞、2012年）
- 『菅原道真と美作菅家―わが幻の祖先たち』(図書新聞、2013年)
- 『柔道一如―柔道家高木喜代市とその周辺』（図書新聞、2015年）
- 『新宿センチメンタル・ジャーニー―私の新宿物語』（図書新聞、2017年）
- 『奥州藤原氏、清衡の母』(2019年、図書新聞)
- 『西行の時代』（論創社、2021年）
- 「川のわかれ」（『現代作家代表作選集第7集』所蔵、鼎書房）[18]